# Melanostomias paucilaternatus
Melanostomias paucilaternatus és una espècie de peix de la família dels estòmids i de l'ordre dels estomiformes.

## Morfologia
- Els mascles poden assolir 20,1 cm de longitud total.[3][4]

## Hàbitat
És un peix marí i d'aigües tropicals que viu fins als 1.000 m de fondària.

## Distribució geogràfica
Es troba a l'Atlàntic sud (18°S,14°W i 27°S,3°E), a l'Índic i a l'oest del Pacífic.